# Misodendron oblongifolium
Misodendron oblongifolium är en tvåhjärtbladig växtart som beskrevs av Dc.. Misodendron oblongifolium ingår i släktet Misodendron och familjen Misodendraceae. Inga underarter finns listade i Catalogue of Life.